# Reggie Witherspoon
Reginald Edwin Witherspoon (Pasadena, 31 maggio 1985) è un ex velocista statunitense. Nel 2008 prese parte ai Giochi olimpici di Pechino come membro della staffetta 4×400 metri durante la semifinale. Non corse la finale, in cui gli Stati Uniti il titolo olimpico, ma, come da regolamento, gli fu comunque consegnata la medaglia d'oro come componente della squadra.

## Progressione

### 400 metri piani
| Stagione | Tempo | Luogo        | Data      | Rank. Mond. |
| -------- | ----- | ------------ | --------- | ----------- |
| 2012     | 46"16 | Clermont     | 9-6-2012  | 174º        |
| 2011     | 48"02 | New York     | 11-6-2011 | –           |
| 2010     | 46"51 | Baie-Mahault | 1-5-2010  | –           |
| 2009     | 45"98 | Osaka        | 9-5-2009  | 116º        |
| 2008     | 44"99 | Eugene       | 30-6-2008 | 23º         |
| 2007     | 45"56 | Lincoln      | 12-5-2007 | –           |
| 2006     | 45"90 | Waco         | 14-5-2006 | 100º        |
| 2005     | 45"42 | Sacramento   | 10-6-2005 | 41º         |
| 2004     | 45"53 | Gainesville  | 29-5-2004 | 54º         |
| 2004     | 45"53 | Oxford       | 16-5-2004 | 54º         |
| 2003     | 46"25 | Marietta     | 3-5-2003  | –           |
| 2002     | 46"08 | Omaha        | 28-7-2002 | 124º        |

## Palmarès
| Anno | Manifestazione  | Sede    | Evento  | Risultato | Prestazione | Note  |
| ---- | --------------- | ------- | ------- | --------- | ----------- | ----- |
| 2008 | Giochi olimpici | Pechino | 4×400 m | Oro       | 2'55"39     | [ 1 ] |